# Тумідай (Серадзький повіт)
Тумідай (пол. Tumidaj) — село в Польщі, у гміні Бжезньо Серадзького повіту Лодзинського воєводства.